# Oberea florensis
Oberea florensis är en skalbaggsart som beskrevs av Stefan von Breuning 1962. Oberea florensis ingår i släktet Oberea och familjen långhorningar. Inga underarter finns listade i Catalogue of Life.